# Fritidshem

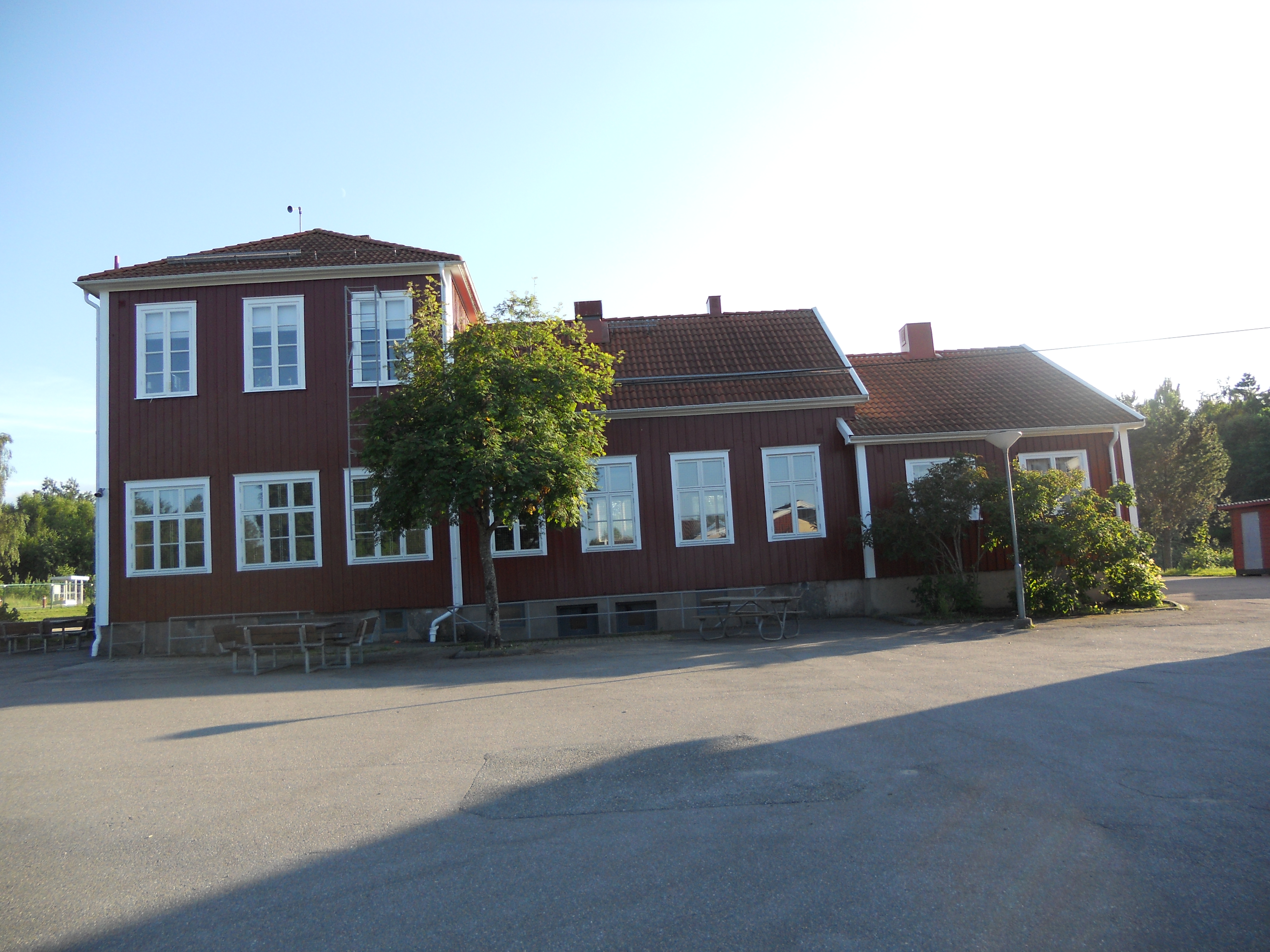
Fritidshem vid skolan i Öxnered i Vänersborg.

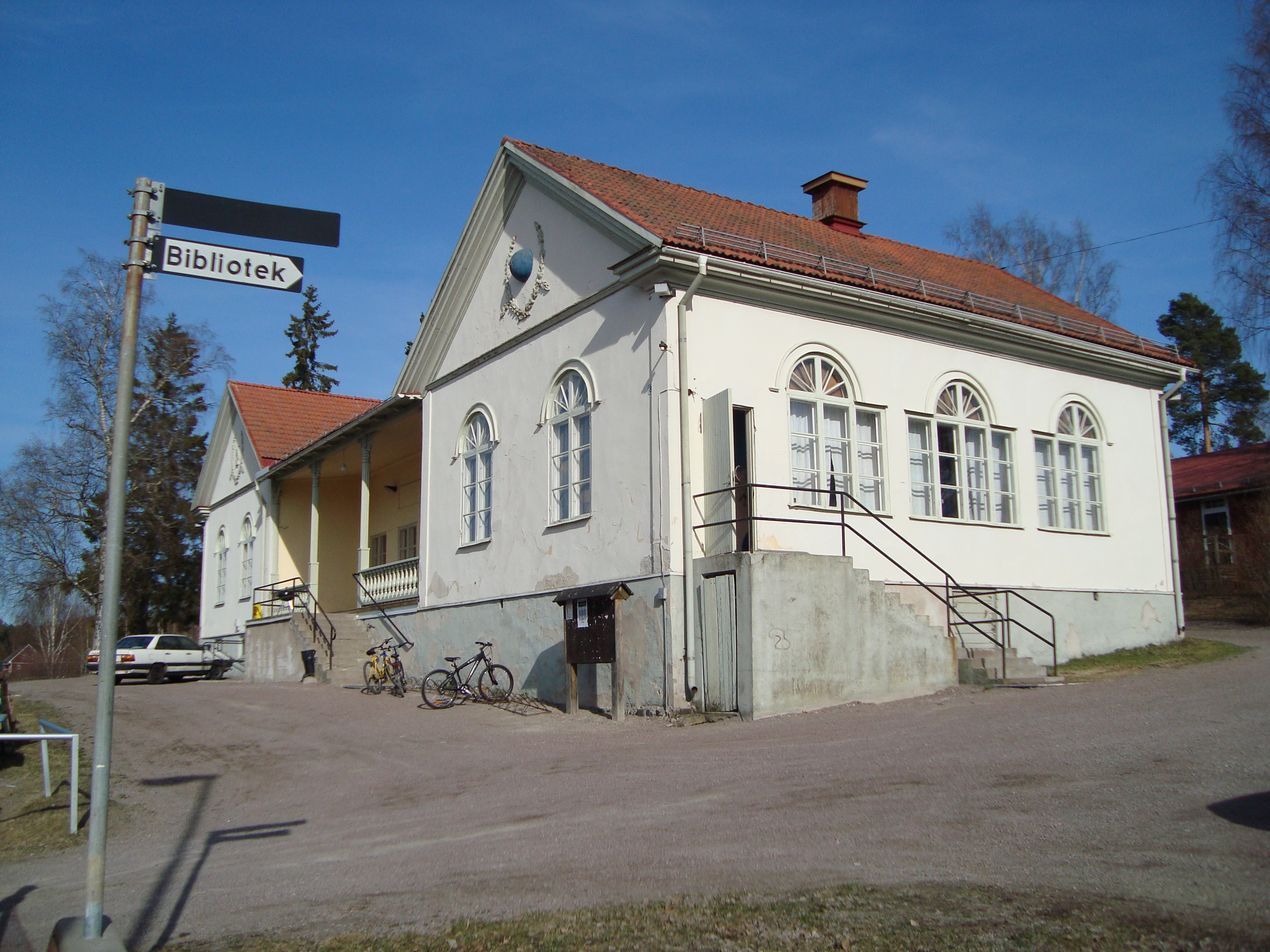
Bibliotek och fritidshem (tidigare skola) i Hosjöstrand i Falun.

Ett fritidshem, i dagligt tal ofta kallat fritids eller fritis,, finlandssvenska eftermiddagshem eller eftis, är en plats där yngre skolbarn frivilligt vistas om dagarna före och efter skolan, när föräldrarna yrkesarbetar, studerar eller om barnet har särskilda behov. Fritidshem är ofta öppna även på skollov.
Alla kommuner i Sverige är skyldiga att erbjuda fritidshem för elever i kommunens förskoleklass, grundskola och anpassad grundskola. Elevens hemkommun är även skyldig att erbjuda fritidshem om eleven går i fristående skola som inte har fritidshem. Kommunen måste erbjuda fritidshem till och med vårterminen det år då eleven fyller 13 år. Från och med höstterminen det år en elev fyller tio år får kommunen erbjuda öppen fritidsverksamhet i stället för fritidshem. Undantaget är om eleven på grund av fysiska, psykiska eller andra skäl behöver särskilt stöd i sin utveckling som endast är tillgängligt i ett fritidshem. I Sverige kallas den öppna fritidsverksamheten för 10–13-åringar ibland fritidsklubb eller eftis. En skillnad från fritids är att det bygger mer på eget ansvar för barnen. Exempelvis kan barnen i hög grad själva bestämma aktiviteter och ta sig hem en lämplig tid.
På fritidshemmen kan barnen delta i olika aktiviteter och leka, och de får ofta frukost och mellanmål, beroende på vistelsetiden, och vid heldagsomsorg även lunch. Måltiderna serveras ofta på fritidshemmet och i skolmatsalen. Fritidshemmen kan samarbeta med externa organisationer och föreningar för att möjliggöra för barnen att delta i andra aktiviteter, exempelvis idrott och musik. Utöver fritids måste kommunerna i Sverige eftersträva att erbjuda omsorg under obekväm arbetstid för barn i behov av det. Ett sådant exempel är nattis.

## Historik
Verksamheten började 1887, då Anna Hierta-Retzius startade de så kallade arbetsstugorna. Där utförde fattiga skolbarn med ensamstående mammor handarbete, och kunde också göra läxorna. Verksamheten finansierades av välgörenhetsorganisationer eller privatpersoner. Under 1930- och 1940-talen växte en ny syn fram på de slag av inrättningar som arbetsstugorna representerade. Samhället skulle ta ett större ansvar för barns omsorg och fostran och fattigvårdsstämpeln skulle tvättas bort. I mitten av 1940-talet infördes statsbidrag både till arbetsstugorna och de yngre barnens barnkrubbor. Då ökade kommunernas ansvar för verksamheten och förskollärare anställdes som ansvariga för verksamheten. Ungefär samtidigt skedde namnbyte till eftermiddagshem. I eftermiddagshemmen behövde barnen inte längre arbeta utan kunde ägna sig åt läxläsning och rekreation. Fritidsintressen uppmuntrades och omsorgen om barnen betonades. Under 1960-talet blev fritidshem en allt vanligare benämning. 1964 startade en speciell utbildning med yrkesbeteckningen fritidspedagog, och verksamheten blev alltmer influerad av förskolepedagogiken. På 1960-talet var det fortfarande främst ensamstående mödrar som var beroende av barntillsyn för att kunna arbeta som använde fritidshemmen även om tillsynsformen alltmer blev öppen för alla. Under 1970-talet sökte sig allt fler kvinnor ut på arbetsmarknaden och behovet av fritidshem ökade. En ytterligare ökning kom på 1990-talet då allt fler 6-åringar skrevs in på fritidshemmen, i samband med flytten av 6-åringar från förskola till förskoleklass, samt att sysselsättningsgraden för kvinnorna ökade. 
- 1975 var  5 % av alla barn 7–9 år och 1 % av alla barn 10–12 år inskrivna på fritidshem.
- 2006 var 78,3 % av alla barn 6–9 år och 11,3 % av alla barn 10–12 år inskrivna på fritidshem.
- 2012 var 82,8 % av alla barn 6–9 år och 18,0 % av alla barn 10–12 år inskrivna på fritidshem.[8]

Ett kommunalt alternativ till fritidshem i Sverige för skolbarn med två förvärvsarbetande föräldrar eller ensamstående förvärvsarbetande förälder är dagbarnvårdare.
I Östtyskland deltog många yngre skolbarn i fritidshemsaktivitererna.

## Verksamhet
Synen på fritidshemmets uppgift har varierat över tid. Från att under 1880-talet ha arbetet som fokus, till att under mellankrigstiden utvecklas till ett ställa där barnen kunde leka och göra sina hemläxor. Senare skulle fritidshemmen utvecklas till att bli ett "komplement till hemmet". När socialtjänstlagen ändrades år 1995 överfördes fritidshemmen till skolbarnsomsorgen, och fritidshemmen skulle även komplettera skolan. Detta ledde till att fritidshemmen alltmer växte samman med skolan lokalmässigt, organisatoriskt och verksamhetsmässigt. Målet med detta är en gemensam syn på barns lärande och utveckling. Enligt Skollagen skall skolbarnsomsorgen utgå från varje barns behov. Barn som av fysiska, psykiska eller andra skäl behöver särskilt stöd i sin utveckling skall ges den omsorg som deras speciella behov kräver. När det gäller de renodlade kunskapsmålen säger LPO 94 att fritidshemmet kan bidra genom sina erfarenheter av en utforskande och laborativ och praktisk metodik.
Gruppstorlekar och personaltäthet har även genomgått stora ändringar. Gruppstorleken i genomsnitt i Sverige 1980 var 17,8 barn per grupp och 2006 var den 31,7 barn per grupp. Personaltätheten i genomsnitt i Sverige 
1990 var 8,3 barn per årsarbetare och 2006 var den 18,9 barn per årsarbetare. Fritidshem drivs i huvudsak i kommunal regi, men förekommer också i privata former efter tillstånd att bedriva verksamheten.  
- 1997 var 44 % av personalen fritidspedagoger, 25 % förskollärare, 1 % lärare,  21 % barnskötare, 9 % hade annan utbildning.
- 2006 var 30 % av personalen fritidspedagoger, 21 % förskollärare, 6 % lärare, 47 %  hade annan utbildning bland annat barnskötare (barnskötare redovisas inte separat).
- 2012 var 27,0 % personalen fritidspedagoger, 15,8 % förskollärare, 10,9 % lärare, 46,5 %  hade annan utbildning bland annat barnskötare (barnskötare redovisas inte separat).[13]

Vad gäller nedgång av fritidspedagoger och uppgång av lärare från mitten av 2000-talet kan detta enligt Skolverket eventuellt förklaras av att fritidspedagogutbildningen 2001–2010 hette lärareexamen med inriktning mot fritidshem (efter 2011 grundlärarexamen med inriktning mot fritidshem) och att statistikdefinitionen möjligen inte anpassats för att hänsyn till ändringen.

## Fritidshemmens dag
Fritidshemmens dag instiftades 1986 och arrangeras årligen av Sveriges Fritidspedagogers Förening, som är en fackliga intresseförening, tidigare inom Svenska facklärarförbundet, numera under Lärarförbundet. Under tio år fanns ett centralt bestämt tema för den aktuella dagen: exempelvis solidaritet, barns rätt till lek, kamratskap och barns rätt till egen kultur. Därefter försvann idén med ett tema, men den återkom och formulerades fram till 2014 av ämnesrådet för fritidspedagogik inom Lärarförbundet. Några exempel på teman: 
- 2015 Lära, leva, utvecklas[16]
- 2014 Kunskap i gemenskap
- 2013 Samskapande
- 2012 Lära, leva, utvecklas